# 1966年の日本グランプリ (ロードレース)
1966年の日本グランプリは、ロードレース世界選手権の1966年シーズン第12戦として、10月15日から16日にかけて静岡県の富士スピードウェイで開催された。前回までの鈴鹿に代わって、この年開業した富士で開催された日本GPは50cc、125cc、250cc、350ccが予定されていた
ホンダのワークスチームは、この日本GPを30度バンクが危険という理由で欠場した。鈴鹿サーキットはホンダのグループ企業であったが、そこから開催権を奪われたことに対する抗議だとする見方もあった。
しかしながら、カワサキやブリヂストンといった日本メーカーが参加することとなった。カワサキはツーリスト・トロフィーでの死亡事故以来の参戦であり、デイヴ・シモンズ、クリス・ヴィンセント、安良岡健、エルンスト・デグナーを擁してGPに臨んだが、デグナーはプラクティスで事故を起こし、選手生命の終わりに繋がった。
本GPは東欧のマニファクチャラーも欠場となった。350ccはフィル・リード、250ccは長谷川弘、125ccはビル・アイビー（以上はヤマハ）、50ccはスズキの片山義美が優勝した。タイトルは50ccのみが未定であったが、ホンダの欠場で、2位に入ったハンス＝ゲオルグ・アンシャイトがタイトルを獲得した。

## 350ccクラス決勝結果
本レースは10月15日(土）に開催されたが、初めての土曜日開催であった。他のクラスは16日の日曜日に開催された。
| 順位 | ライダー             | 車両         | タイム     | ポイント |
| ---- | -------------------- | ------------ | ---------- | -------- |
| 1    | フィル・リード       | ヤマハ       | 54' 01" 38 | 8        |
| 2    | ビル・アイビー       | ヤマハ       | +0" 11     | 6        |
| 3    | アルベルト・パガーニ | アエルマッキ | + 2 Laps   | 4        |
| 4    | バイロン・ブラック   | ホンダ       |            | 3        |
| 5    | 室町健三             | ホンダ       |            | 2        |
| 6    | ケント・アンダーソン | ハスクバーナ |            | 1        |

## 250ccクラス決勝結果
| 順位 | ライダー               | 車両         | タイム      | ポイント |
| ---- | ---------------------- | ------------ | ----------- | -------- |
| 1    | 長谷川弘               | ヤマハ       | 51' 21" 520 | 8        |
| 2    | フィル・リード         | ヤマハ       | + 2" 780    | 6        |
| 3    | 本橋明泰               | ヤマハ       | + 26" 130   | 4        |
| 4    | ジャック・フィンドレイ | ブルタコ     | + 1 Lap     | 3        |
| 5    | トミー・ロブ           | ブルタコ     | + 1 Lap     | 2        |
| 6    | ケント・アンダーソン   | ハスクバーナ | + 2 Laps    | 1        |

## 125ccクラス決勝結果
| 順位 | ライダー       | 車両   | タイム      | ポイント |
| ---- | -------------- | ------ | ----------- | -------- |
| 1    | ビル・アイビー | ヤマハ | 44' 17" 560 | 8        |
| 2    | 片山義美       | スズキ |             | 6        |
| 3    | 伊藤光夫       | スズキ |             | 4        |
| 4    | 本橋明泰       | ヤマハ |             | 3        |
| 5    | フィル・リード | ヤマハ |             | 2        |
| 6    | 湯沢康治       | ヤマハ |             | 1        |

## 50ccクラス決勝結果
| 順位 | ライダー                       | 車両         | タイム     | ポイント |
| ---- | ------------------------------ | ------------ | ---------- | -------- |
| 1    | 片山義美                       | スズキ       | 34' 46" 98 | 8        |
| 2    | ハンス＝ゲオルグ・アンシャイト | スズキ       |            | 6        |
| 3    | ヒュー・アンダーソン           | スズキ       |            | 4        |
| 4    | 伊藤光夫                       | スズキ       |            | 3        |
| 5    | トミー・ロブ                   | ブリヂストン |            | 2        |
| 6    | ジャック・フィンドレイ         | ブリヂストン |            | 1        |
| 7    | アルベルト・パガーニ           | スズキ       | + 2 Laps   |          |

## 参照
1. ↑  『二輪グランプリ60年史』（p.78 - p.79）
2. ↑  Il Corriere dello Sport del 17 ottobre 1966